# Ciesina
Ciesina (niem. Erdmannen) – wieś w Polsce położona w województwie warmińsko-mazurskim, w powiecie piskim, w gminie Pisz.
Miejscowość jest siedzibą sołectwa.
W latach 1946 1954 w gminie Wiartel. 1954–1971 wieś należała do i była siedzibą władz gromady Ciesina, po jej zniesieniu w gromadzie Turośl. W latach 1973–1974 w gminie Ruciane-Nida, od 1 stycznia 1975 w gminie Pisz. Według podziału administracyjnego obowiązującego do 1998 roku należała do województwa suwalskiego.